# Diocesi di San Lorenzo
La diocesi di San Lorenzo (in latino: Dioecesis Sancti Laurentii) è una sede della Chiesa cattolica in Paraguay suffraganea dell'arcidiocesi di Asunción. Nel 2022 contava 1.228.177 battezzati su 1.365.353 abitanti. È retta dal vescovo Joaquín Hermes Robledo Romero.

## Territorio
La diocesi comprende la parte centro-meridionale del dipartimento Central, e precisamente di distretti di San Lorenzo, Capiatá, Julián Augusto Saldívar, Itauguá, Itá, Ypacaraí, Guarambaré, Villeta, Nueva Italia, Ypané, San Antonio e Ñemby.
Sede vescovile è la città di San Lorenzo, dove si trova l'omonima cattedrale.
Il territorio si estende su 2.045 km² ed è suddiviso in 22 parrocchie.

## Storia
La diocesi è stata eretta il 18 maggio 2000 con la bolla Magno perfundimur di papa Giovanni Paolo II, ricavandone il territorio dall'arcidiocesi di Asunción.

## Cronotassi dei vescovi
Si omettono i periodi di sede vacante non superiori ai 2 anni o non storicamente accertati.
- Adalberto Martínez Flores (18 maggio 2000 - 19 febbraio 2007 nominato vescovo di San Pedro)
- Sebelio Peralta Álvarez † (27 dicembre 2008 - 19 novembre 2014 deceduto)
- Joaquín Hermes Robledo Romero, dal 4 luglio 2015

## Statistiche
La diocesi nel 2022 su una popolazione di 1.365.353 persone contava 1.228.177 battezzati, corrispondenti al 90,0% del totale.
| anno | popolazione | popolazione | popolazione | presbiteri | presbiteri | presbiteri | presbiteri                | diaconi | religiosi | religiosi | parrocchie |
| anno | battezzati  | totale      | %           | numero     | secolari   | regolari   | battezzati per presbitero | diaconi | uomini    | donne     | parrocchie |
| ---- | ----------- | ----------- | ----------- | ---------- | ---------- | ---------- | ------------------------- | ------- | --------- | --------- | ---------- |
| 2000 | 630.000     | 784.390     | 80,3        | 19         | 19         |            | 33.157                    | 12      |           | 41        | 13         |
| 2001 | 826.000     | 897.827     | 92,0        | 29         | 16         | 13         | 28.482                    | 18      | 13        | 41        | 14         |
| 2002 | 857.700     | 929.600     | 92,3        | 34         | 17         | 17         | 25.226                    | 18      | 34        | 59        | 15         |
| 2003 | 713.136     | 792.374     | 90,0        | 39         | 17         | 22         | 18.285                    | 19      | 28        | 59        | 16         |
| 2004 | 713.136     | 792.374     | 90,0        | 41         | 18         | 23         | 17.393                    |         | 37        | 59        | 16         |
| 2010 | 765.000     | 864.000     | 88,5        | 34         | 17         | 17         | 22.500                    |         | 25        | 80        | 19         |
| 2014 | 813.000     | 823.239     | 98,8        | 41         | 23         | 18         | 19.829                    |         | 26        | 80        | 22         |
| 2017 | 852.730     | 862.890     | 98,8        | 38         | 18         | 20         | 22.440                    | 25      | 45        | 100       | 22         |
| 2020 | 889.940     | 900.540     | 98,8        | 35         | 22         | 13         | 25.426                    | 47      | 33        | 99        | 22         |
| 2022 | 1.228.177   | 1.365.353   | 90,0        | 43         | 20         | 23         | 28.562                    | 42      | 45        | 96        | 22         |